# Конституцията (теленовела)
Конституцията (на испански: La Constitución) е мексиканска историческа теленовела, продуцирана от Ернесто Алонсо за Telesistema Mexicano през 1970 г.
С участието на Мария Феликс, Хорхе Лават, Карлос Брачо, Мария Рубио, Мигел Мансано, Серхио Бустаманте, Кармен Монтехо, Серхио Хименес, Беатрис Шеридан, Ернесто Гомес Крус и други.

## Сюжет
Историята започва в края на 1900 г. Гуадалупе Аредондо живее спокоен живот със съпруга си, фотографа Хайме Лопес, в ранчото им в Лас Техас, щата Сонора. Гуадалупе влиза в контакт с резервата на яките, като се сприятелява с коренното население, научава за тяхната култура и осиновява момче на име Таме. От своя страна Гуадалупе е бременна с първото си дете. Една възрастна жена от яките - Тиа Пахаро, моли Гуадалупе да бъде нейна кръстница, защото чувства, че скоро ще умре. Когато старицата умира, Гуадалупе отговаря за топовните гърмежи и чества смъртта на Тиа, както е според обичая на яките. С намерението да отнемат плодородните им земи, президентът на Мексико генерал Порфирио Диас и неговото правителство чрез губернатора на Сонора, Рафаел Исабал, провеждат избиването на народа аки, включително и Таме. Войниците атакуват ранчото на Гуадалупе и Хейме, където няколко жени от племето са се скрили. Хайме излиза, развявайки бяло знаме, но е покосен от куршуми от войниците, а съпругата му е жестоко пребита от войниците и губи детето си. Лас Техас е запален. Гуадалупе е спасена от своята съседка и приятелка Луиса, която е приютява в дома си и се грижи за нея. След като се възстановява дълго време, Гуадалупе идва в съзнание. Страданията ѝ са я превърнали в твърда и огорчена жена. Тя открива, че във вестниците е публикувано, че Хайме е убит от човек от яки, който след това я е пребил. Решава да опроверае новината, като разкаже цялата истина.
Гуадалупе, придружена от Луиса, посещава губернатора Исабал, за да осъди лъжата, публикувана във вестниците, че яки е убил съпруга ѝ. Губернаторът ѝ казва, че трябва да избягва истината, тъй като самият дон Порфирио е одобрил избиването на племето. След като разбира, че дон Порфирио е виновен за клането на яки и смъртта на съпруга ѝ, Гуадалупе решава да отмъсти. Тя започва да посещава либералните журналисти, които атакуват порфиристическия режим във вестниците си в които сътрудничат Долорес Хименес и Муро, Елиса Акуня Росети и Мигел Гера. Гуадалупе се запознава и с либералите Антонио Диас Сото и Гама, Луис Кабрера и Рикардо Флорес Магон. Тя разбира за стачките в Кананея и Рио Бланко, в които участват либералът Ериберто Хара и работникът Моралес, както и за кланетата, извършени срещу работниците в тези стачки.
Мигел и Елиса, която е влюбена в него, са заинтригувани колко загадъчна изглежда Гуадалупе и той я среща отново с Рикардо Флорес Магон. Долорес Хименес и Муро работи с фермерите от щата Морелос, сред които е и младеж на име Емилиано.
Гуадалупе пристига в дома на леля си, доня Аманда Перес Лосано и Арендондо, в град Мексико. Членовете от семейството на леля ѝ са порфиряни и Гуадалупе се опитва чрез тях да се добере към дон Порфирио, за да го убие и да отмъсти. Така се запознава с братовчедките си Фернанда и Кармен. Кармен е омъжена за Хулио, хитър и опортюнистичен мъж, който се опитва да накара Гуадалупе да се влюби. Фернанда, която е разстроена от присъствието на Гуадалупе, твърди, че принадлежи към висшата аристокрация на Мексико, като непрекъснато парадира с контактите си с дон Порфирио и съпругата му Кармелита Ромеро Рубио де Диас. Тя има две дъщери, които е кръстила на кралици - Карлота Амалия и Виктория Еухения. Виктория, макар и със зелени очи, е мургава, затова е презирана от майка си, която се опитвала да изсветли кожата ѝ в детските ѝ години. Виктория има либерални идеи и въпреки майка си учи в гимназията и се влюбва в Алфонсо Отеро, който ѝ изпраща поезия от Амадо Нерво, за да ѝ признае любовта си. Алфонсо (персонаж, базиран на поета Алфонсо Рейес) принадлежи към Младежкия Атенеум, асоциация, която популяризира културата. Гуадалупе се съгласява с Виктория и я съветва да се бори за любовта на Алфонсо. Баба ѝ доня Аманда смята, че всички от семейството ѝ са мъртви, с изключение на Виктория, затова я смятат за луда и я игнорират. Когато вижда Гуадалупе, той уверява, че тя е жива и й казва, че има задължения да изпълни. Гуадалупе се връща да се срещне с Мигел Гера, който е приятел на Алфонсо, и той се влюбва в нея, но е разстроен, когато я вижда превърната в порфиристка дама. Фернанда принуждава Виктория да се раздели с Алфонсо, за да я омъжи за богатия и деспотичен Северо, а Виктория отстъпва въпреки съвета на Гуадалупе да се бори за Алфонсо. Хулио открива намеренията на Гуадалупе да убие дон Порфирио и ѝ дава пистолет, като по-късно я докладва на шефа на тайната полиция на президента. Гуадалупе планира да осъществи плана си в танц, на който Дон Порфирио ще я покани. В Чапултепек министърът на образованието Хусто Сиера предупреждава дон Порфирио за несъгласието, което цари в страната по отношение на следващото му преизбиране през 1910 г. Дон Порфирио уверява, че няма да бъде преизбран и ще се оттегли, за да се отдаде на личния си живот. Мануел Ромеро Рубио, тъстът на дон Порфирио и други членове на групата на „учените“ (които са сътрудници и поддръжници на дон Порфирио), се чудят кого президентът ще определи за свой наследник. Преди танца Гуадалупе се сбогува с доня Аманда, знаейки, че никога повече няма да я види. По време на танца Гуадалупе е наблюдавана от шефа на полицията и когато тя се приближава до дон Порфирио и се опитва да извади пистолета и да го застреля, тя е арестувана. Хулио и Фернанда се страхуват от скандала заради ареста на Гуадалупе, затова настояват тя да бъде отведена в Оахака, където затворници или цивилни, наети чрез измама, са изпратени да работят в нечовешки условия на тютюневите полета. Гуадалупе се съгласява да подпише, за да отиде там, само при условие, че Фернанда позволи на Виктория да се омъжи за Алфонсо. Фернанда обещава, че ще го направи. Гуадалупе се подписва и шефът на полицията я отвежда. Когато Гуадалупе вече я няма, Фернанда оттегля обещанието си и принуждава Виктория да се омъжи за Северо.
Гуадалупе е изпратена във Вайе Насионал, Оахака. Там тя среща затворниците Анхел, който проповядва религиозните идеи на папа Лъв XIII; Еулалио, на антипорфирски политически идеи, обичаният музикант, който свири на тромпет, Делфина, алкохолизирана шивачка, и Соледад, местна жена от Гуанахуато, която е трябвало да напусне земята си, защото е изнасилена от работодателя си и забременяла. Работниците и затворниците във Вайе Насионал са принудени да работят по нечовешки начин от бригадира Адолфо и от администратора Антонио Пла. Адолфо тормози Гуадалупе, която се изправя срещу него. Соледад ражда с помощта на Делфина и Гуадалупе. Тя е на път да умре, но Гуадалупе се съгласява да се предаде на Адолфо в замяна той да ѝ даде лекарството, което Делфина иска, за да излекува Соледад. След като се възстановява, Соледад моли Гуадалупе и Еулалио да бъдат кръстници на нейния син, когото тя нарича Еулалио дел Олвидо. Гуадалупе и Соледад решават да избягат от Вайе Насионал, но когато Адолфо ги открива, Амадо, който обича Соледад, ги предупреждава, като свири на тръба и е осеян с куршуми от охраната. Анхел и Еулалио се опитват да разговарят с Антонио Пла и Адолфо, за да ги помолят да подобрят качеството на живот на работниците, но те са хвърлени във водата от бригадира и се давят. Делфина открадва бутилка и се напива, за което е строго наказана от Адолфо. Малко след това тя умира, изтощена от преумора и лоши условия на живот. Гуадалупе и Соледад се прехвърлят в Кинтана Ро, в полетата, където е изградена железопътната линия. Журналистът Джон К. Търнър посещава Вайе Насионал и Юкатан, за да напише книгата си „Варварското Мексико“.
Гуадалупе и Соледад пристигат в Кинтана Ро, за да се включат в изграждането на железопътната линия, по заповед на капитан Антонио, който ги изпраща в кухнята с останалите жени. Войник на име Адалберто се опитва да злоупотреби с Гуадалупе. В кухнята са Пруденсия, Росаура, партньор на Антонио; и старият туберкулозен Ховито, родом от Морелос, който говори с Гуадалупе за любовта си към земята. Антонио коментира, че би искал да напусне, а Росаура му казва, че тя ще го последва, където и да се намира. Друг войник, Ремихио, моли Гуадалупе да му прочете писмото от сестра му, тъй като той не може да чете. В писмото се казва, че майката на Ремихио е починала. Гуадалупе го моли да ѝ вземе тетрадка, защото тя иска да запише всичко, което ѝ се е случило. В нея Гуадалупе пише, че би искала земята да принадлежи на всички, а не на няколко, и всички да бъдат равни пред закона. Ремихио заявява любовта си към Соледад и тя му отвръща на чувствата.
През 1908 г. президентът Порфирио Диас, след почти 30 години на власт, заявява пред журналиста Джеймс Крийлман, че Мексико е готов за демокрация и че когато настъпи 1910 г., той ще се оттегли от властта. Франсиско И. Мадеро публикува книгата „Президентската приемственост“.
През 1909 г., по заповед на Мадеро и други поддръжници, е създаден Център за антипреизбиране в Мексико, чиято програма подкрепя „ефективно избирателно право, без преизбиране“. Порфирио Диас обявява, че ще бъде преизбран. Франсиско И. Мадеро е избран за кандидат за президент на републиката. Президентската надпревара е съсредоточена в двама кандидати, Порфирио Диас и Франсиско И. Мадеро. Мигел и Елиса се присъединяват към предизборната кампания на Мадеро, която включва и съпругата му Сара Перес де Мадеро.
По време на предизборната си обиколка Мадеро е задържан в Монтерей и прехвърлен в Сан Луис Потоси. Преследването срещу привържениците му започва в цялата страна. Докато Мадеро е в затвора, изборите се провеждат. Порфирио Диас получава победата с 18 625 гласа срещу 196 гласа, които Мадеро достига. След като бяга от затвора в Сан Луис Потоси, Мадеро пристига в Съединените щати и оттам провъзгласява плана на Сан Луис Потоси, с който призовава всички мексиканци да вземат оръжие срещу правителството на Порфирио Диас, започвайки от неделя, 20 ноември 1910 г.
Братът и сестрата Сердан, Акилес и Кармен, заедно с други привърженици на Мадеро се борят с полицията в град Пуебла. Това е първото революционно огнище. Сутринта на 18 ноември тридесет полицаи под командването на генерал Мигел Кабрера се опитат да нахлуят в къщата на Сердан. В къщата влиза войник, а Акилес, койтосе крие в мазето, е открит и убит.
На 20 ноември 1910 г. започва въоръжената борба срещу Диас в съответствие с плана на Сан Луис Потоси. В северната част на страната избухват различни бунтовни огнища. Когато пресича границата, Мадеро среща малка група мъже и разочарован се завръща в САЩ, вярвайки, че движението се е провалило. На 14 февруари 1911 г. Мадеро преминава границата, за да поведе отново Революцията. На 11 март във Вила де Аяла, Морелос, Емилиано Сапата вдига оръжие срещу диктатурата на Порфирио Диас. На 10 май 1911 г. Паскуал Ороско и Панчо Виля превземат град Хуарес, което ще доведе до триумфа на борбата. На 21 май се подписват мирните договори, известни като договорите от град Хуарес. На 25 май Порфирио Диас подава оставка като президент на Мексико след повече от 30 години на власт. Дни по-късно той отива в изгнание. По конституционна разпоредба Франсиско Леон де ла Бара временно поема властта. Мадеро приема освобождаването на революционните войски.
На 7 юни Мадеро триумфално влиза в град Мексико.
В Кинтана Ро Антонио е спрял да получава заповеди, така че всички войници и работници са под негово командване. Известно е, че Порфирио Диас е подал оставка от президентството, от което Гуадалупе е доволна. Тя отива с Ховито до Морелос в търсене на Сапата. Соледад заминава с Ремихио, който ще продължи във федералната армия.
През октомври 1911 г. се провеждат първите свободни избори за президент на републиката. Мадеро получава 19 997 гласа срещу 87 за Леон де ла Бара. На 6 ноември Мадеро протестира като президент на републиката. На 25 ноември Емилиано Сапата прокламира плана на Аяла и вдигна оръжие срещу режима на Мадеро, обвинявайки го, че е нарушил обещанията, дадени в плана на Сан Луис.
Гуадалупе среща Сапата и изпитва голямо възхищение към него. По-късно напуска Морелос, за да се присъедини към войските на Виля, където отново среща Пруденсия. Въпреки че също се възхищава на Виля, Гуадалупе го спира, когато се опитва да застреля един мъж.
На 9 февруари 1913 г. в Мексико избухва бунт срещу Мадеро, воден от Бернардо Рейес, Феликс Диас и Мануел Мондрагон. Рейес умира, докато се опитва да превземе Националния дворец, а бунтовниците решават да се укрепят. След десет дни кървава конфронтация, Уерта нарежда арестуването на Мадеро и Пино Суарес. И двамата са затворени в Националния дворец. На 19 февруари е убит братът на Мадеро, Густаво А. Мадеро. Мадеро и Пино Суарес подават оставка като президенти и вицепрезидент на страната. След 45 минути на власт Педро Ласкурайн, министър на външните работи, подава оставка и неговото място заема Викториано Уерта, когото той назначава за министър на вътрешните работи. На 22 февруари Мадеро и Пино Суарес са убити.
На 26 март с плана от Гуадалупе, Венустиано Каранса призовава бунт срещу узурпиращото правителство Уерта и организира Конституционалистическата армия да възстанови конституционния ред, нарушен от държавните казарми. Към него се присъединява Алваро Обрегон. Сапата променя плана на Аяла, пренебрегвайки Уерта, но той не се присъединява към Конституционалистическата армия, а вместо това води паралелна битка. Франсиско Виля и Северната дивизия се присъединяват към конституционалистката революция.
Уерта разпуска Камарата на депутатите и затваря няколко от нейните членове. Жена на име Хулиета чува заблудите на му за величие.
Поради постоянните му критики към Уерта, сенаторът от Чиапас, Белисарио Домингес, е изведен от хотелската си стая през нощта на 7 октомври 1913 г. и откаран в гробището Хоко в Койоакан, където е жестоко бит и убит. Палачите му отрязват езика.
След няколкомесечни боеве, превземането на Тореон през април 1914 г. бележи поредицата от победи, с които Северната дивизия на Конституционалистическата армия, водена от Панчо Виля, побеждава правителството на Уерта. Въпреки разликите между Виля и Каранса, в рамките на конституционалистката армия, Северната дивизия превзема Сакатекас на 23 юни 1914 г. За да се избегне революционното разделение, делегати от Северозападната дивизия, командвани от Обрегон и от Северната дивизия, командвана от Вила, се ангажират да последват съюзниците и да свикат революционна конвенция. На 8 юли Алваро Обрегон, начело на Северозападния армейски корпус, превзема Гуадалахара.
На 15 юли Викториано Уерта подава оставка като президент и бяга от страната. Каранса пристига в град Мексико на 20 август. През октомври 1914 г. в столицата започват сесиите на Революционната конвенция, целта е да се избегнат различията между различните революционни групи. Със споразумение между революционните сили сесиите се възобновяват в град Агуаскалиентес.
Конвенцията моли Каранса да предаде властта не по-късно от 10-ти и да избере генерал Еулалио Гутиерес за президент. Каранса игнорира Конвенцията и установява своето правителство във Веракрус. Конвенционалистите, водени от Виля и Сапата, настъпват към мексиканската столица.
Гуадалупе среща Алфонсо Отеро и научава от него, че жертвата ѝ да отиде във Вайе Насионал, за да бъде Виктория щастлива, е била напразна, тъй като така или иначе се е омъжила за Северо. Тя показва тетрадката си на Алфонсо и му казва да разкаже за нея на хора, които вече мислят и да вземат идеите, като ги превърнат в закон. Гуадалупе заминава за Веракрус, където се среща с Кабрера и пастор Руа, показвайки им тетрадката си. Тя се събира с Мигел, който се присъединява към Каранса.
На 6 декември Виля и Сапата окупират град Мексико с парад от 50 000 мъже по главните улици. Първата им среща е два дни по-рано в Хочимилко. От Веракрус Венустиано Каранса издава закон, който Сапата счита за узурпация на неговия План от Аяла.
През януари 1915 г. правителството на Еулалио Гутиерес напуска град Мексико поради неподчинението на Виля и Сапата. Конвенцията избира генерал Роке Гонсалес Гарса за президент на Мексико на мястото на Еулалио Гутиерес и избира Виля за главен генерал на конвенционалистката армия.
Изправено с напредването на обрегонистките сили в столицата, правителството се премества в Куернавака.
Между април и юни 1915 г. Алваро Обрегон се изправя и побеждава Панчо Виля в региона Бахио, в известните битки при Селая и Тринидад. Победата над Виля дава на Каранса окончателната победа. Обрегон губи ръка, когато бомба експлодира по време на битката.
В тази битка е Гуадалупе с нейния приятел яки Техон, който се бори от страната на Обрегон, и Соледад и синът ѝ Еулалио, заедно с Ремихио, които се бият от страната на Виля. В края на битката Гуадалупе намира малкия Еулалио до трупа на майка си. Ремихио е взет в плен от войските на Обрегон. Гуадалупе решава да осинови Еулалио.
През ноември 1915 г. Виля атакува Агуа Приета и претърпява окончателно поражение от генерал Плутарко Елиас Калес, който защитава площада.
Гуадалупе се завръща в Мексико и разбира, че доня Аманда е умряла сама, защото всички нейни роднини са напуснали при падането на режима на Порфирио Диас. Тя намира Виктория, която се е развела със Северо, и я кани да отиде с нея в Керетаро, за да стане свидетел на обнародването на Конституцията.
На 1 декември 1916 г. Учредителният конгрес, свикан от Венустиано Каранса, започва своите сесии в Керетаро за изготвяне на новата конституция. В него участват, наред с други депутати, пастор Руа, Кандидо Авилес, Ериберто Хара, Феликс Палавичини, Франсиско Й. Мухика и Игнасио Пескейра.
Там се срещат и Гуадалупе и Виктория, които се срещат с Алфонсо Отеро. Алфонсо упреква Виктория, че не е защитила любовта си, и ѝ казва, че вече не я обича. Тя се връща в Мексико. Гуадалупе се вижда със стара си приятелка Луиса, която се е омъжила за Абигейл, секретар на професор Луис Г. Монсон, член от Сонора. Гуадалупе отново се среща с Мигел.
Конституцията е обнародвана на 5 февруари 1917 г. Гуадалупе казва на Мигел, че не може да му отвърне на чувствата, докато не изпълни обещанието си. След това тя пътува до Сонора в компанията на Еулалио, когото оставя на грижите на Луиса, докато тя отива в старата си къща в Лас Техас, където произвежда топовни гърмежи за душите на хората от яки, убити там от армията на Порфирио Диас, преди повече от десет години.

## Актьори
- Мария Феликс – Гуадалупе Аредондо
- Хорхе Лават – Хайме Лопес
- Карлос Брачо – Мигел Гера
- Мария Рубио – Луиса
- Мигел Мансано – Дон Порфирио Диас
- Беатрис Агире – Кармен Ромеро Рубио
- Хосе Карлос Руис – Ховито
- Антонио Меделин – Луис Кабрера Лобато
- Ема Ролдан – Тия Пахаро
- Артуро Мартинес – Бащата на Луиса
- Сокоро Авелар – Еч
- Лоренсо де Родас – Пастор Руа
- Нели Меден – Фернанда Перес Лосано де Фернандес де ла Пиедра
- Пруденсия Грифел – Доня Аманда Перес Лосано и Аредондо
- Кармен Монтехо – Делфина Камачо
- Хорхе Мартинес де Ойос – Хусто Сиера Мендес
- Беатрис Шеридан – Кармен Сердан
- Бланка Санчес – Виктория Еухения Фернандес де ла Пиедра Перес Лосано
- Хорхе Арвису – Франсиско И. Мадеро
- Нарсисо Бускетс – Франсиско Виля
- Серхио Бустаманте – Алваро Обрегон
- Ернесто Алонсо – Белисарио Домингес
- Норма Ерера – Елиса Акуня Росети
- Карлос Монден – Феликс Фулхенсио Палавичини
- Оскар Морели – Кандидо Авилес
- Луис Мануел Пелайо – Густаво Адолфо Мадеро
- Карлос Рикелме – Венустиано Каранса
- Хосе Лоса – Франсиско Хосе Мухика
- Феликс Гонсалес – Игнасио Леандро Пескейра
- Грегорио Касал – Ериберто Хара
- Енрике Алварес Феликс – Плутарко Елиас Калес
- Мигел Масия – Росалино Мартинес
- Раул Араиса Ерера – Дете от яки
- Роберто Антунес – Хеновево де ла О
- Аарон Ернан – Антонио Диас Сото и Гама
- Хорхе Мондрагон – Фломено Мата
- Карлос Фернандес – Алфонсо Отеро
- Гилермо Сарур – Мануел Ромеро Рубио
- Ернесто Гомес Крус – Адалберто Аройо
- Фернандо Мендоса – Викториано Уерта
- Едуардо Алкарас – Губернатор Рафаел Исабал
- Салвадор Санчес – Работникът Моралес
- Родолфо Онето – Родолфо Фиеро
- Мигел Корсега – Рикардо Флорес Магон
- Ное Мураяма – Адолфо
- Карлос Кардан – Антонио Пла
- Марта Савалета – Пруденсия
- Пилар Пелисер – Росаура
- Серхио Хименес – Анхел Фернандес
- Ектор Саес – Амадо Годинес
- Аурора Клавел – Жена от яки
- Хайме Фернандес – Емилиано Сапата